# مقاطعة ساندسكي (أوهايو)
مقاطعة سندسكي (بالإنجليزية: Sandusky County)‏ هي إحدى مقاطعات ولاية أوهايو في الولايات المتحدة الأمريكية.